# Legante a ponte

Esempio di legante a ponte μ_{2}

Nella chimica dei composti di coordinazione, un legante a ponte è un legante che connette due o più atomi, in genere ioni metallici. Il legante può essere monoatomico o poliatomico. Praticamente tutti i composti organici di una certa complessità possono funzionare come leganti a ponte, per cui in genere con questo termine si intendono leganti piccoli come gli pseudoalogenuri o leganti progettati specificatamente per legare due metalli.
Nello scrivere il nome di un complesso dove un legante collega due metalli, il legante a ponte è preceduto dalla lettera greca μ ('mu') con un numero a pedice per denotare il numero di metalli collegati. Il numero 2 di solito non è indicato, anziché μ2 si scrive semplicemente μ. Il simbolo μ non va confuso con η ('eta', in corsivo) che si riferisce alla apticità. Quando è necessario specificarlo, i leganti che non sono a ponte sono detti leganti terminali (vedi figure).

## Elenco di leganti a ponte inorganici
Con l'eccezione dell'ammoniaca e delle ammine, praticamente tutti leganti inorganici possono legare a ponte. Anche gli anioni più comuni possono fungere da leganti a ponte.
| legante a ponte | nome        | esempio                           |
| --------------- | ----------- | --------------------------------- |
| OH−             | idrosso     | [Fe2(OH)2(H2O)8]4+, vedi olazione |
| O2−             | osso        | [Cr2O7]2−, vedi poliossometallati |
| SH−             | idrosolfuro | Cp2Mo2(SH)2S2                     |
| NH2−            | ammido      | HgNH2Cl                           |
| N3−             | nitruro     | [Ir3N(SO4)6(H2O)3]4−              |
| CO              | carbonile   | Fe2(CO)9                          |
| Cl−             | cloro       | Nb2Cl10                           |
| H−              | idruro      | B2H6                              |
| CN−             | ciano       | Fe(III)4[Fe(II)(CN)6]3·nH2O       |

Anche semplici leganti organici possono legare fortemente due centri metallici. Alcuni esempi comuni sono i derivati organici dei leganti inorganici sopra elencati (R = alchile o arile): OR−, SR−, NR2−,  NR2−, PR2−, PR2−.

## Esempi

Complessi e composti contenenti leganti a ponte
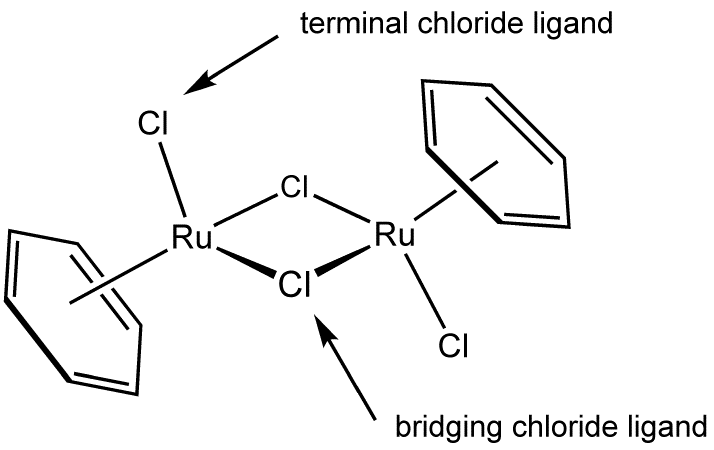
Il dicloro(p-cimene)rutenio dimero contiene due leganti cloruro terminali e due a ponte.
Questo complesso binucleare di rutenio, noto come complesso di Creutz-Taube, contiene una molecola di pirazina come legante a ponte.
Nel cluster Co3(CO)9)C−t-Bu), il legante C−t-Bu è a ponte tra i tre atomi di cobalto, anche se nella formula non è d'uso indicarlo.
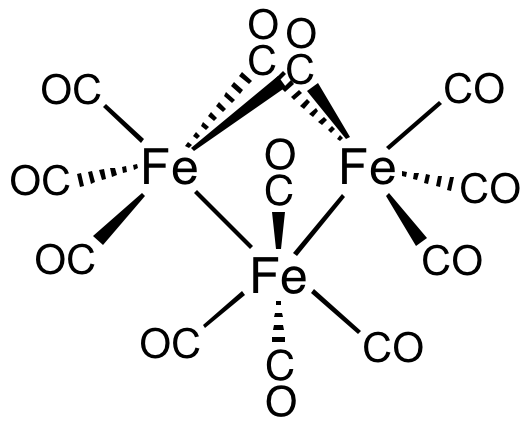
Il triferro dodecacarbonile contiene due leganti CO a ponte e dieci terminali. I leganti a ponte e terminali si interscambiano rapidamente.
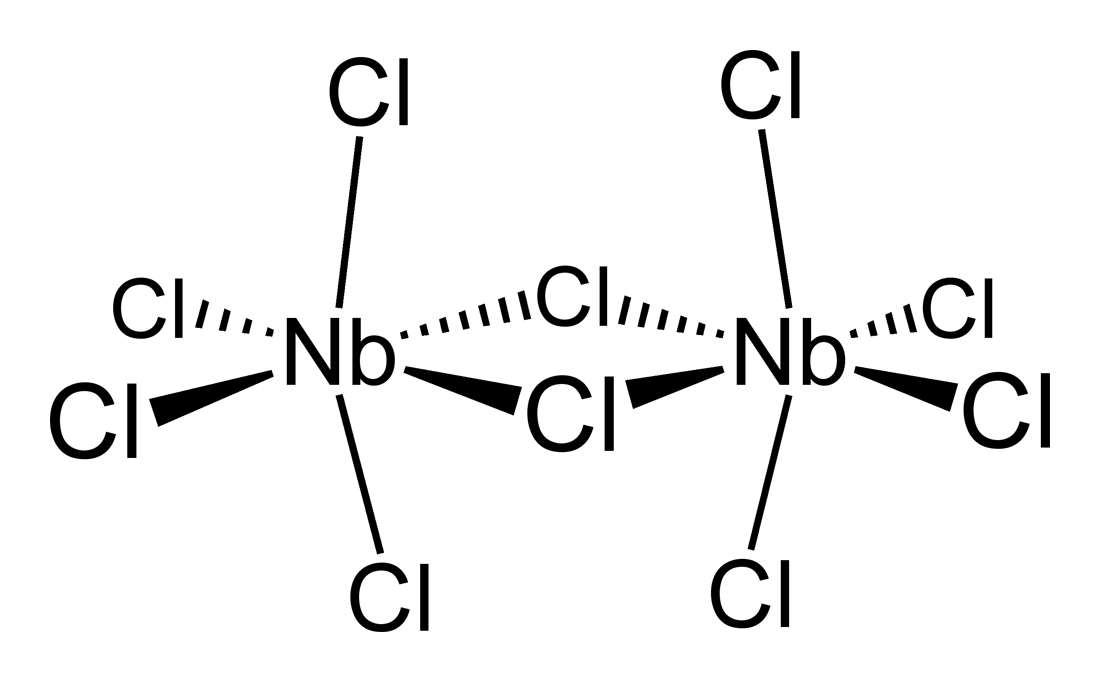
NbCl5 contiene due leganti cloruro a ponte e otto terminali.
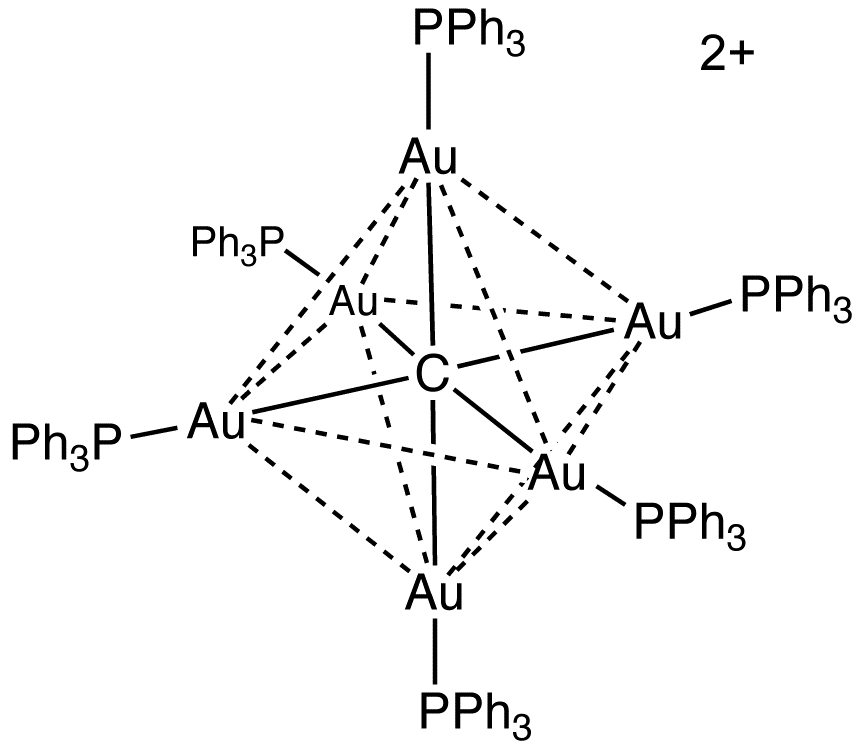
Il cluster [Au6C(PPh3)6]2+ ha un legante μ6-C, anche se in genere nella formula non è usata la designazione 'μ'.
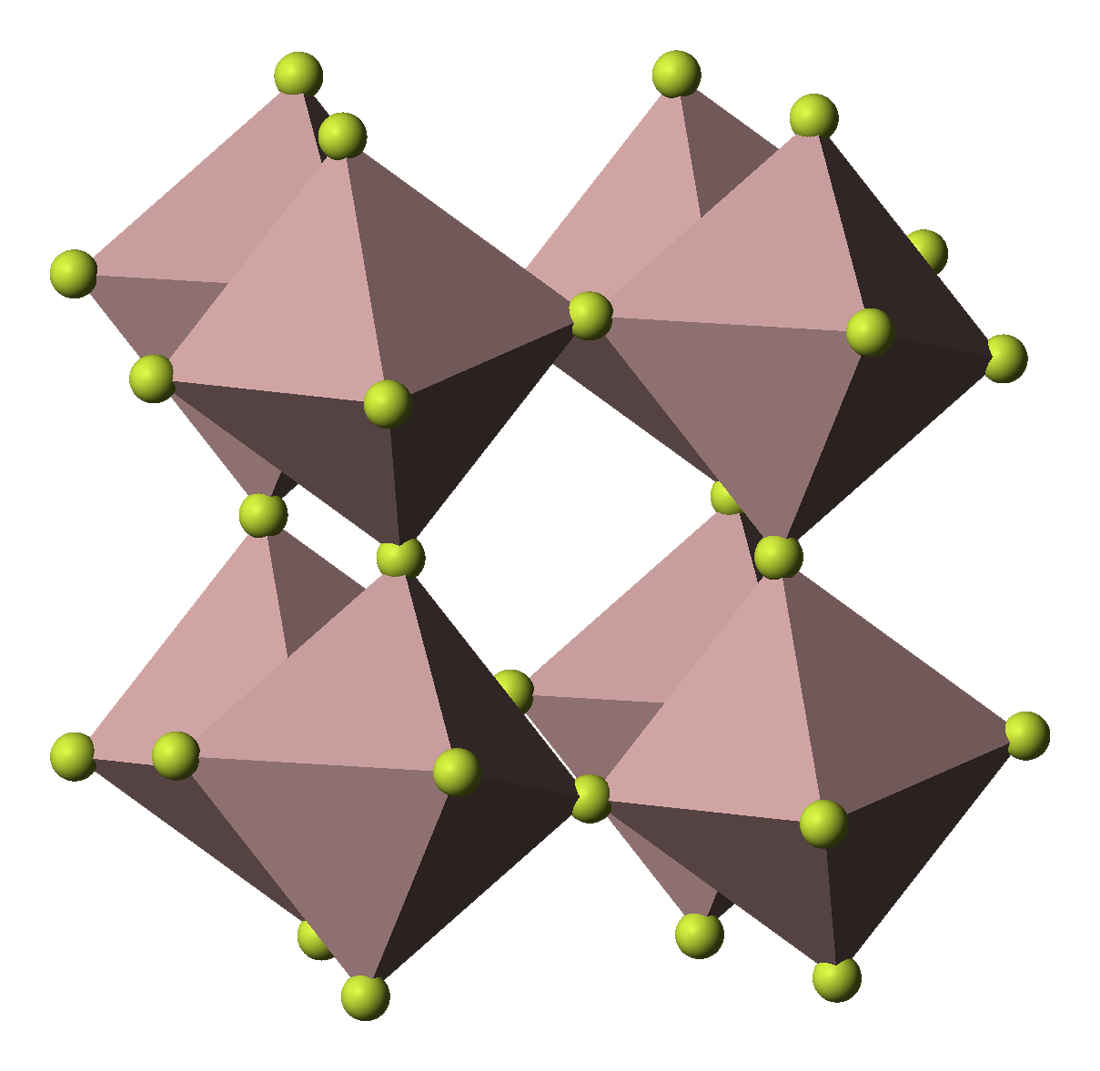
Nel triossido di renio i leganti ossido sono tutti μ2.
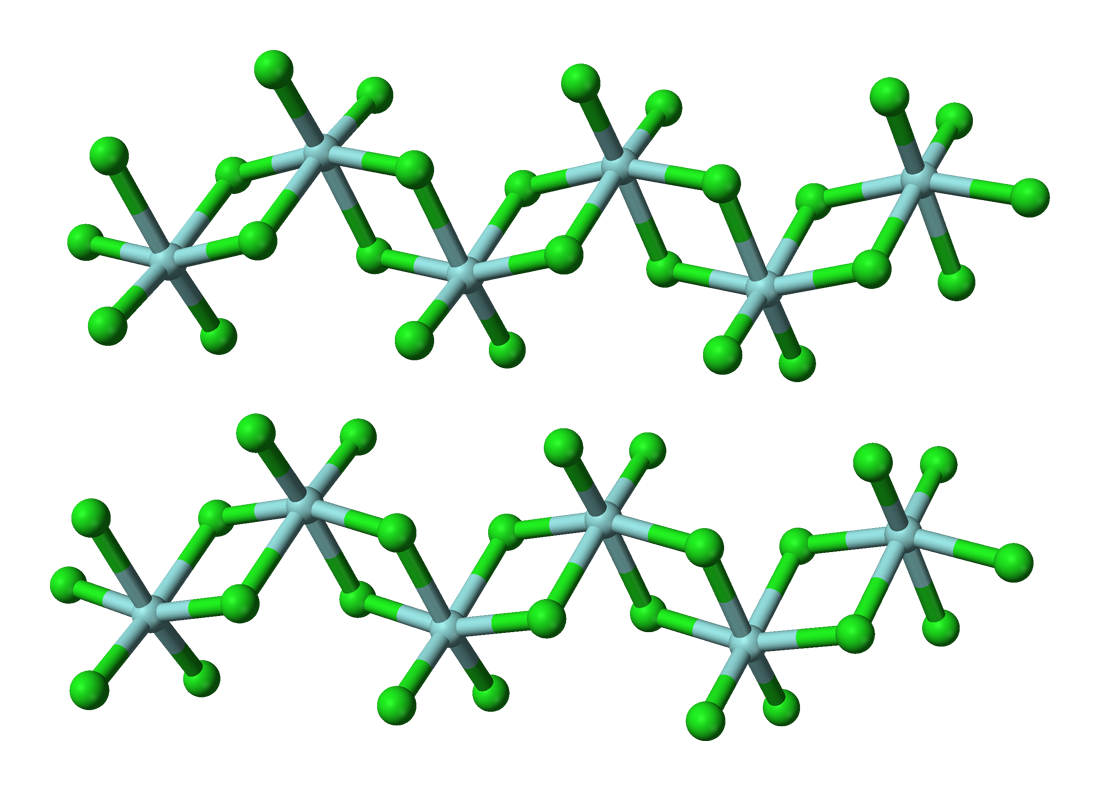
Il tetracloruro di zirconio contiene leganti cloruro sia terminali che a ponte.
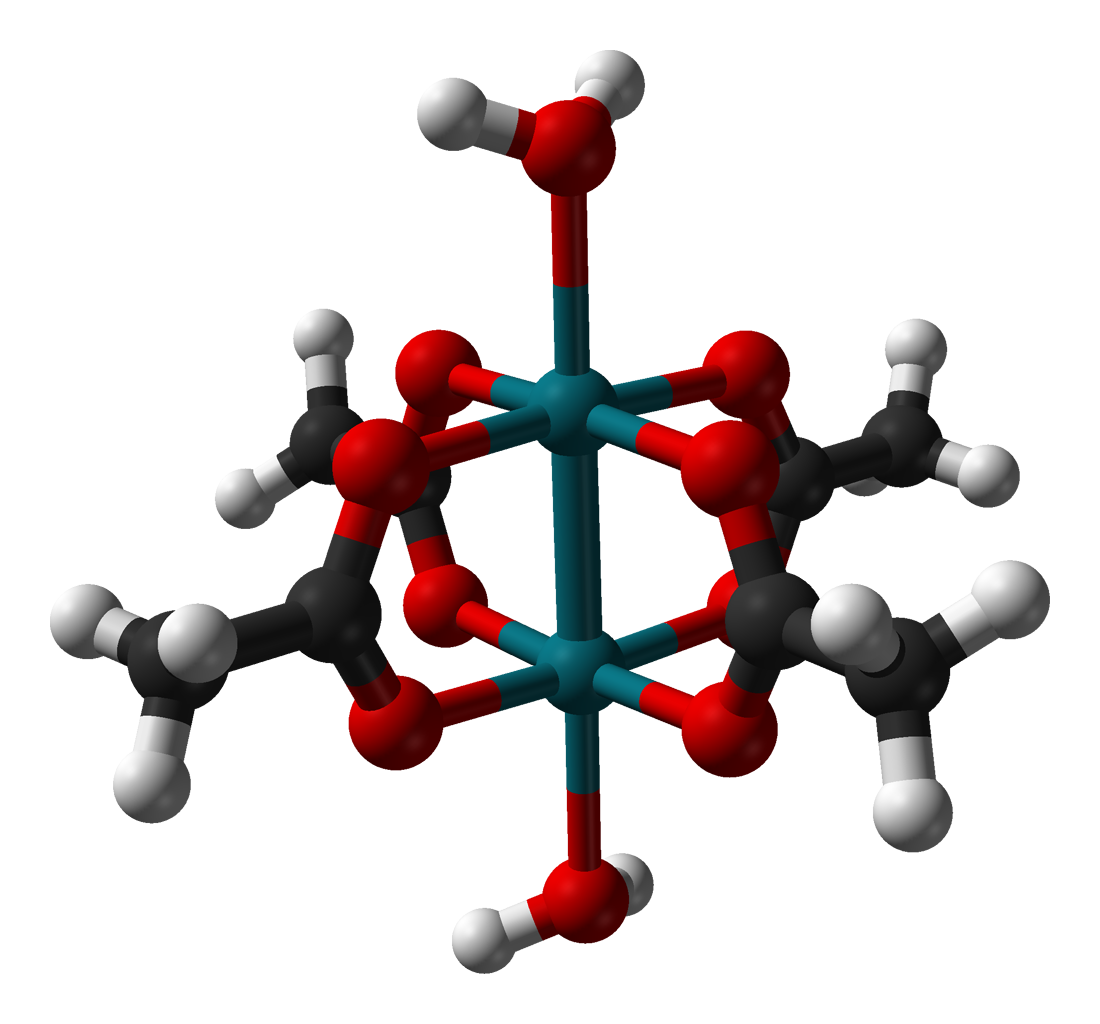
Nell'acetato di rodio(II) i quattro gruppi acetato fungono da leganti a ponte.